# Leppe Sundewall
Karl Lennart Albert "Leppe" Sundevall, född 3 februari 1927 i Maria Magdalena församling i Stockholm, död 18 februari 2009 i S:t Görans församling i Stockholm, var en svensk trumpetare och jazzmusiker. 

## Biografi
Leppe Sundevall debuterade i det ungdomliga revygänget Vårat gäng på 1940-talet, och var sedan verksam som musiker och sångare. Från 1947 till 1950-talets slut ingick han i orkestrar ledda av Simon Brehm, Thore Erling, Lulle Ellboj och Anders Burman. Han gjorde rösten till apan Kung Louie i Disneyfilmen Djungelboken, där han sjöng "Jag vill ju va som du". Sundevall är även känd för att ha sjungit slagdängan "Befälhavaren på bogserbåten på Ångermanälven".
Som sångare var han medlem i en tidig upplaga av gruppen Gals and Pals, där han sedan ersattes av Gillis Broman. Han var även medlem i Helmer Bryds Eminent Five Quartet. Han deltog även i Ove Linds glada kvintett Swingtime år 1965, som bl.a. gjorde låten Swing it Again.
Leppe Sundevall är gravsatt i minneslunden på Skogskyrkogården i Stockholm.

## Filmografi
- 1941 – Dumbo
- 1949 – Kvinnan som försvann
- 1950 – Ung och kär
- 1953 – Kungen av Dalarna
- 1954 – Flicka med melodi
- 1968 – Pappa varför är du arg - du gjorde likadant själv när du var ung
- 1968 – Djungelboken (röst till Kung Louie)
- 1971 – Aristocats (röst till Scatkatt)
- 1985 – Smugglarkungen

## Teater och revy

### Roller (ej komplett)
| År   | Roll        | Produktion                                                                             | Regi         | Teater       |
| ---- | ----------- | -------------------------------------------------------------------------------------- | ------------ | ------------ |
| 1952 | Medverkande | Här håller vi hus, revy Nils Perne, Sven Paddock, Lars Perne och Carl-Gustaf Lindstedt | Sven Paddock | Scalateatern |